# Rhin-et-Moselle
Rhin-et-Moselle (Rijn en Moezel) is de naam van een Frans departement in het huidige Duitsland. Het werd in 1798 gevormd, na de bezetting in 1794 van de linker Rijnoever door Franse revolutionaire troepen. Het werd genoemd naar de rivieren Rijn en Moezel. Het omvatte een ongeveer 40 km brede strook aan de linker Rijnoever en bestond in hoofdzaak uit gebieden van Keur-Trier, Keur-Keulen en Keur-Palts, gebieden die tegenwoordig grotendeels in Rijnland-Palts liggen, behoudens Bonn en omgeving in Noordrijn-Westfalen.
Het gebied telde ruim 248.000 inwoners. Volkenrechtelijk werd het als Frans gebied erkend bij de Vrede van Lunéville van 9 februari 1801.
De prefectuur van het departement was in Koblenz. Het was onderverdeeld in de volgende arrondissementen en kantons:
- Bonn: kantons Bonn (2 kantons), Adenau, Ahrweiler, Remagen, Rheinbach, Virneburg en Wehr,
- Koblenz: kantons Koblenz, Andernach, Boppard, Cochem, Kaisersesch, Lutzerath, Mayen, Münstermaifeld, Polch, Rubenach (Koblenz-Rübenach), Treis en Zell,
- Simmern: kantons Simmern, Bacharach, Kastellaun, Kirchberg, Kirn, Kreuznach, Sankt Goar, Sobernheim, Stromberg en Trarbach.

Na de nederlaag van Napoleon in 1814 werd het departement opgeheven. Het gebied werd toegewezen aan het Pruisische groothertogdom Beneden-Rijn.
- Gemeinsame Normdatei: 4049803-7
- Library of Congress Control Number: no2003073708
- Virtual International Authority File: 134304469
- WorldCat: E39PBJyh7hyjYT66f4CcbXVcT3